# Bandera de Ontario
La actual bandera de Ontario fue proclamada bandera oficial de la provincia canadiense de Ontario por el Flag Act del 21 de mayo de 1965. La bandera es un Pabellón Rojo británico, con la Union Jack en el cantón y el escudo de Ontario en el batiente.
Antes de 1965, era el Pabellón Rojo canadiense el que ondeaba en la Asamblea legislativa de Ontario y los edificios gubernamentales. Ese mismo año, el gobierno federal, después de un largo y encendido debate, decide reemplazar el Pabellón Rojo por la actual bandera de Canadá. Esta decisión era impopular entre los ontarianos rurales, que formaban la base política del Partido Progresista-Conservador del primer ministro John Robarts.
Robarts propuso que Ontario tuviese su propia bandera, y que sería un Pabellón Rojo como la antigua bandera canadiense. La única diferencia era que el escudo de Canadá sería reemplazado por el de Ontario. Si bien Robarts insistía en apoyar la adopción de la nueva bandera nacional, creía que el Pabellón Rojo era un símbolo importante que reflejaba la herencia británica de Ontario así como los sacrificios de los soldados canadienses bajo dicho pabellón.
Los canadienses estaban cansados del largo debate sobre la bandera nacional, y los jefes del Partido Liberal de Ontario así como del Nuevo Partido Democrático de Ontario optaron por apoyar la bandera. La única oposición provenía del diputado liberal Elmer Sopha, que estaba completamente en contra, argumentando que no reflejaba el carácter diverso de Ontario y que se trataba de una "bandera de venganza" contra la nueva bandera nacional. Sin embargo, solamente otro diputado se adhirió a él para votar en contra, el liberal Leo Troy, y la bandera fue adoptada por la Asamblea legislativa el 17 de marzo.
En 2001, una encuesta realizada por la Asociación Vexilológica Norteamericana colocó la bandera de Ontario en el puesto n.° 43 por su calidad de diseño entre las 72 banderas de las provincias y territorios canadienses, y estados y territorios estadounidenses participantes de dicha encuesta.